# Hilka Nordhausen
Hilka Nordhausen (* 2. November 1949 in Hamburg; † 1. Dezember 1993 in Berlin) war eine deutsche Konzeptkünstlerin, Zeichnerin, Malerin und Autorin. Durch die Begründung der Buch Handlung Welt war sie eine wichtige Figur der Hamburger Kunstszene in den 1970er Jahren.

## Beruflicher Werdegang und Werk
Nach Schulabschluss und einer Lehre als Drogistin studierte Hilka Nordhausen von 1970 bis 1975 freie Kunst an der Hochschule für bildende Künste Hamburg bei Franz Erhard Walther und Gerhard Rühm. Eine Reise nach Paris 1975 und der Besuch der Buchhandlung Shakespeare & Company brachte sie auf die Idee, etwas ähnliches zu gründen. Dabei wollte sie die Idee mit ihren Vorstellungen von einer anderen Art, mit Kunst umzugehen, verknüpfen und gründete die Buch Handlung Welt, die von November 1976 bis 31. Dezember 1983 bestand. In diesen Jahren widmete sie ihre ganze Kraft der Entwicklung eines Ortes, der als Werkstatt ein wichtiger Anlaufpunkt für die Hamburger Kreativszene außerhalb der etablierten Institutionen wurde. Nordhausen gelang es, dass die Hamburger Literatur und Kunst der Zeit überregional stark wahrgenommen wurde. Dies erreichte sie durch lokale Vernetzung, zum Beispiel mit Orten der unabhängigen Musikszene im Karolinenviertel, wie auch überregional mit anderen Initiativen der sogenannten Off-Szene.
Ihre eigene künstlerische Arbeit bewegte sich zwischen konzeptueller Zeichnung und Aktionskunst. Sie arbeitete auch literarisch (Gedichte, Romane, experimentelle Texte), war Darstellerin in Filmen, malte auf alltäglichen Materialien wie Packpapier, Kartonagen und Zeitschriften wie dem Stern. Ihre Arbeiten waren auf vielen großen und kleinen Ausstellungen zur zeitgenössischen Kunst in den 1980er vertreten (siehe Ausstellungsverzeichnis). Sie fing an, ihre Texte in Copyheften herauszubringen, die häufig mit Ausstellungen verknüpft waren. Zwei Bücher erschienen 1990 und 1993. 1981 erhielt sie das Arbeitsstipendium für bildende Künstler der Kulturbehörde Hamburg, 1982 das der Hamburger Erdwin-Amsinck-Stiftung.
Eine besondere Freundschaft verband sie seit Anfang der 1980er Jahre mit dem Autor Helmut Salzinger, dessen Projekt Head Farm Odisheim dem der Buch Handlung Welt verwandt war. Ihren persönlichen Lebensmittelpunkt verlegte sie erst nach Köln, dann nach Berlin, wo sie am 1. Dezember 1993 nach längerer Krankheit starb.

„Auch jetzt ist es noch nicht zu spät, Künstler zu sein! Es ist sogar das einzige, das heute einen Sinn macht, weil man anders dem Lebenssinn der modernen negativen Welt kaum auf die Spur kommen kann. Alle lügen. Keiner wird es einem sagen. Keiner sagt es einem (außer der eigene Körper, wenn er weint).“

## Ausstellungen (Auswahl)
- 1975: Hilka Nordhausen, Aktionen vom 3. bis 20. März 1975, Ausstellungsraum der Gruppe Grün, Bremen
- 1980: Aktion Pisskrücke – Geheimdienst am Nächsten, Künstlerhaus e.V., Hamburg
- 1980: Finger für Deutschland, Atelier Immendorff, Düsseldorf
- 1981: Szenen der Volkskunst, Württembergischer Kunstverein, Stuttgart
- 1981: Phönix, Alte Oper, Frankfurt am Main
- 1982: Hamburg-Stipendiaten 1981, Kunsthaus Hamburg
- 1985: Alles und noch viel mehr, Kunstmuseum Bern
- 1994/95: dagegen – dabei. Produktion und Strategie in Kunstprojekten seit 1969. Eine Ausstellung in sechs Etappen, Kunstverein in Hamburg (G), 3. Etappe im Dezember 1995: Hilka Nordhausen: Buch Handlung Welt
- 2000/01: Hilka Nordhausen: Montags Realität herstellen. Zeichnungen, Fotosequenzen, Diaprojektionen, Übermalungen, Künstlerbücher, Galerie der Gegenwart, Hamburger Kunsthalle
- 2004: Kunst in Hamburg. Heute, Hamburger Kunsthalle
- 2010: Weißer Schimmel – You can observe a lot by watching, Sammlung Falckenberg, PhoenixArt, Hamburg-Harburg
- 2016: Geniale Dilletanten. Subkultur der 1980er-Jahre in Deutschland, Museum für Kunst und Gewerbe, Hamburg
- 2017: Zeichnungsräume II. Positionen zeitgenössischer Graphik, Hamburger Kunsthalle
- 2018/19: Die Erfindung der Neuen Wilden, Ludwig Forum für Internationale Kunst, Aachen
- 2022/2023: Exzentrische 80er: Tabea Blumenschein, Hilka Nordhausen, Rabe perplexum und Kompliz*innen aus dem Jetzt, Lothringer 13 Halle, München / Galerie Nord/Kunstverein Tiergarten, Berlin / Kunsthaus Hamburg, Hamburg[8]

## Publikationen (Auswahl)
- Melonen für Bagdad. Roman, Ostheim vor der Rhön 1990.
- Glücklichsein für Doofe. Das Ende einer Obsession. Eine Novelle. Hamburg 1993.
- Susie im Kongo - 2022 & Susie und der Zombie (= Spatzen #10). Hamburg 2023.

## Filmografie
- Kamelfilm, Film von Hilka Nordhausen, Super 8, Farbe, stumm, ca. 5 Min. (Regie) (1970–1980)
- Die Wiese der Sachen, Film von Heinz Emigholz, 16 mm, s/w und Farbe, 88 Min. (Darstellerin) (1974–1987)
- Demon, Film von Heinz Emigholz, 16 mm, s/w und Farbe, 30 Min. (Darstellerin) (1976/77)
- Der kleine Godard, Film von Hellmuth Costard, Super 8 mm / Blow-Up 16 mm, Farbe, 84 Min. (Darstellerin) (1978)
- Normalsatz, Film von Heinz Emigholz, 16 mm, s/w und Farbe, 105 Min. (Darstellerin) (1978–1981)
- Meisterhafte Kapitäne, Film von Birger Bustorff, Original 16 mm, 4:3, s/w und teilweise Farbe, 5:58 Min. (Darstellerin) (1982 / Endfassung 2022)
- Hilkas Haus (ein Besuch bei Hilka Nordhausen), Film von Klaus Wyborny, Typee-Film, ungeschnittenes Super 8, Farbe, stumm (Darstellerin) (ca. 1982)
- Weltumzug, Film von Birger Bustorff, Original 16 mm, 4:3, Farbe, 11:45 Min. (Darstellerin) (1980/82 / Endfassung 2022)